# Aneth, Utah
Aneth, Utah (енгл. Aneth) насељено је место без административног статуса у америчкој савезној држави Јута.

## Демографија
По попису из 2010. године број становника је 501, што је 97 (-16,2%) становника мање него 2000. године.
| Група             | 2000.    | 2010.    |
| Белци             | 2 (0,3%) | 5 (1,0%) |
| Афроамериканци    | 1 (0,2%) | 0 (0,0%) |
| Азијати           | 0 (0,0%) | 0 (0,0%) |
| Хиспаноамериканци | 4 (0,7%) | 8 (1,6%) |
| Укупно            | 598      | 501      |